# Udo Klug
Udo Klug (* 21. Juli 1928 in Frankfurt am Main; † 3. Oktober 2000 in Hainstadt) war ein deutscher Fußballspieler, -trainer und -funktionär.

## Spieler
Udo Klug war zunächst als Mittelfeldspieler unter anderem für den FSV Frankfurt aktiv. Zwischen 1945 und 1947 kam er in der Oberliga Süd mindestens 18 Mal für den FSV zum Einsatz. Nach seinem Wechsel zum Lokalrivalen Rödelheimer FC 1947 spielte er für diesen nur noch ein Mal in der Oberliga. Später war er noch bei der SpVgg Bad Homburg aktiv, jetzt als Torhüter. Mit diesem Verein erreichte er das Finale um die Deutsche Fußball-Amateurmeisterschaft 1955, das die Bad Homburger aber mit 0:5 gegen die Sportfreunde Siegen verloren.

## Trainer und Manager
Als Trainer war er für Eintracht Frankfurt, SV Darmstadt 98, Kickers Offenbach (in Personalunion gleichzeitig auch Manager), den 1. FC Nürnberg und den FC 08 Homburg in der 1. und 2. Bundesliga und in der Schweiz für den Erstligisten FC Wettingen tätig, als Manager bei Eintracht Frankfurt, dem FC 08 Homburg und Dynamo Dresden.
Am 1. Mai 1966 wurde Klug Trainer der Amateure von Eintracht Frankfurt, die er bis 1971 betreute. Von 1969 bis 1971 trainierte er auch die U23 von Eintracht Frankfurt, bevor er in der Saison 1971/72 seine erste Anstellung als Cheftrainer beim SV Darmstadt 98 in der Regionalliga Süd annahm. Er baute dort mit Spielern aus der zweiten Reihe von Eintracht Frankfurt eine erfolgreiche Mannschaft auf, die 1973 Meister der Regionalliga Süd wurde. In der Spielzeit 1976/77 wurde er am 9. November 1976 beurlaubt. Nur wenige Tage später löste er Zlatko Čajkovski bei Kickers Offenbach als Trainer ab. Dort blieb er bis zum Ende der Saison 1977/78. In den Jahren 1978–1981 war er als Manager von Eintracht Frankfurt angestellt und sprang in der Spielzeit 1978/79 vom 10. Dezember 1978 bis zum 7. Januar 1979 als Trainer-Interimslösung ein. Nach dem Ablauf seines Vertrages als Manager bei Eintracht Frankfurt nahm er im September 1981 ein Angebot des 1. FC Nürnberg an. Dort wurde er der fünfte Cheftrainer, der im Jahr 1981 vom Club-Präsidenten Michael A. Roth verpflichtet wurde. Trotzdem hielt es Udo Klug auf der Trainerbank vom 9. September 1981 bis zum  25. Oktober 1983 aus, bevor auch er gefeuert wurde. Klug führte den „Club“ 1982 ins DFB-Pokalfinale gegen den FC Bayern München, das nach anfänglicher 2:0-Führung  allerdings mit 2:4 verloren wurde. In der Saison 1985/1986 coachte er noch einmal den SV Darmstadt 98 in der 2. Bundesliga. Als Manager des FC 08 Homburg sprang er in der Saison 1986/1987 in der Bundesliga als Interimscoach vom 23. August 1986 bis zum 11. Mai 1987 ein. Danach nahm er ein Engagement in der Schweiz beim Erstligisten FC Wettingen an, den er von März 1988 bis zum 1. Oktober 1990 trainierte und von der Liga B in die Liga A und die zweite Runde des UEFA-Cup führte und dort knapp am SSC Neapel scheiterte, bevor er – mit seiner Mannschaft auf dem letzten Platz liegend – entlassen wurde.
Kurios war sein Engagement bei Dynamo Dresden in der Saison 1993/94, wo er nach nur sechs Monaten um die Auflösung seines Managervertrages bat.
Seine letzte Trainerstation war 1994/95 Eintracht Trier (Regionalliga West/Südwest). Zuletzt arbeitete er für den MSV Duisburg bis 1998 als Spieler-Beobachter und starb nach langer schwerer Krankheit am 3. Oktober 2000.

## Stationen als Trainer
| Jahr      | Liga                      | Verein                       | Bemerkung                                      |
| --------- | ------------------------- | ---------------------------- | ---------------------------------------------- |
| 1966/1967 | Gruppenliga Süd           | Eintracht Frankfurt Amateure |                                                |
| 1967/1968 | Gruppenliga Süd           | Eintracht Frankfurt Amateure |                                                |
| 1968/1969 | Gruppenliga Süd           | Eintracht Frankfurt Amateure | Meister und Hessenpokalsieger                  |
| 1969/1970 | Hessenliga                | Eintracht Frankfurt Amateure | Meister, nicht aufstiegsberechtigt             |
| 1970/1971 | Hessenliga                | Eintracht Frankfurt Amateure |                                                |
| 1971/1972 | Regionalliga Süd          | SV Darmstadt 98              |                                                |
| 1972/1973 | Regionalliga Süd          | SV Darmstadt 98              |                                                |
| 1973/1974 | Regionalliga Süd          | SV Darmstadt 98              |                                                |
| 1974/1975 | 2. Bundesliga Süd         | SV Darmstadt 98              |                                                |
| 1975/1976 | 2. Bundesliga Süd         | SV Darmstadt 98              |                                                |
| 1976/1977 | 2. Bundesliga Süd         | SV Darmstadt 98              | bis 9. November 1976                           |
| 1976/1977 | 2. Bundesliga Süd         | Kickers Offenbach            | (Trainer / Manager in Personalunion)           |
| 1977/1978 | 2. Bundesliga Süd         | Kickers Offenbach            | (Trainer / Manager in Personalunion)           |
| 1978/1979 | Bundesliga                | Eintracht Frankfurt          | 10. Dezember 1978 bis 7. Januar 1979 (interim) |
| 1981/1982 | Bundesliga                | 1. FC Nürnberg               | ab 9. September 1981                           |
| 1982/1983 | Bundesliga                | 1. FC Nürnberg               |                                                |
| 1983/1984 | Bundesliga                | 1. FC Nürnberg               | bis 25. Oktober 1983                           |
| 1984/1986 | 2. Bundesliga             | SV Darmstadt 98              | vom 29. September 1984 bis 25.09.1986          |
| 1986/1987 | Bundesliga                | FC 08 Homburg                | ab 23. August 1986 bis 11. Mai 1987            |
| 1988/1989 | 1. Liga Schweiz           | FC Wettingen                 |                                                |
| 1989/1990 | 1. Liga Schweiz           | FC Wettingen                 |                                                |
| 1990/1991 | 1. Liga Schweiz           | FC Wettingen                 | bis 1. Oktober 1990                            |
| 1991/1992 | Oberliga Südwest          | Eintracht Trier              | ab Oktober 1991                                |
| 1992/1993 | Oberliga Südwest          | Eintracht Trier              |                                                |
| 1993/1994 | Regionalliga West/Südwest | Eintracht Trier              | ab Februar 1994                                |
| 1994/1995 | Regionalliga West/Südwest | Eintracht Trier              |                                                |

## Erfolge als Trainer
- Meister der Hessenliga (3. Liga) 1970 mit Eintracht Frankfurt Amateure
- Meister der Regionalliga Süd (2. Liga) 1973 mit dem SV Darmstadt 98
- Teilnahme mit dem 1. FC Nürnberg am DFB-Pokalfinale 1982 (am 1. Mai 1982 im Frankfurter Waldstadion mit 2:4 gegen den FC Bayern München verloren)

## Stationen als Manager
- 1976–1978 Kickers Offenbach (Trainer / Manager in Personalunion)
- 1978–1981 Eintracht Frankfurt
- 1986–1987 FC 08 Homburg
- 1993–1994 Dynamo Dresden (Rücktritt im Februar 1994)